# 五社會
五社會（ごしゃかい）、為「中國和四國地方」犯罪組織間的親睦團體。

## 略史
當初、為了反抗山口組而組成的親睦團體。之後，各自的組織構築跟山口組的親屬關係，反山口組的意義雖然失去了，但是，卻成為「中國・四國地方」犯罪組織間共存共榮線路的中心。

## 加盟團體
- 六代目合田一家
- 三代目淺野組
- 三代目俠道會
- 五代目共政會
- 二代目親和會

## 相關連結
- 四社會